# Sean Byrne (calciatore 1955)
Sean Patrick Byrne (Dublino, 23 agosto 1955 – Melbourne, 11 agosto 2003) è stato un calciatore irlandese naturalizzato neozelandese, di ruolo centrocampista.

## Biografia
Figlio del calciatore Dessie Byrne, nel 1983 si trasferì in Nuova Zelanda, ottenendone la cittadinanza.
È morto per una malattia del motoneurone.

## Carriera

### Club
Esordì nella League of Ireland con la maglia del St Patrick's, passando poi al Dundalk con cui totalizzò 121 presenze in massima serie, più altre 14 nelle coppe europee.

### Nazionale
Con la nazionale neozelandese 5 incontri tra il 1984 e il 1985, fra cui due gare delle qualificazioni ai Mondiali del 1986.

## Statistiche

### Cronologia presenze e reti in nazionale
| Cronologia completa delle presenze e delle reti in nazionale ― Nuova Zelanda | Cronologia completa delle presenze e delle reti in nazionale ― Nuova Zelanda | Cronologia completa delle presenze e delle reti in nazionale ― Nuova Zelanda | Cronologia completa delle presenze e delle reti in nazionale ― Nuova Zelanda | Cronologia completa delle presenze e delle reti in nazionale ― Nuova Zelanda | Cronologia completa delle presenze e delle reti in nazionale ― Nuova Zelanda | Cronologia completa delle presenze e delle reti in nazionale ― Nuova Zelanda | Cronologia completa delle presenze e delle reti in nazionale ― Nuova Zelanda |
| Data                                                                         | Città                                                                        | In casa                                                                      | Risultato                                                                    | Ospiti                                                                       | Competizione                                                                 | Reti                                                                         | Note                                                                         |
| ---------------------------------------------------------------------------- | ---------------------------------------------------------------------------- | ---------------------------------------------------------------------------- | ---------------------------------------------------------------------------- | ---------------------------------------------------------------------------- | ---------------------------------------------------------------------------- | ---------------------------------------------------------------------------- | ---------------------------------------------------------------------------- |
| 18-10-1984                                                                   | -                                                                            | Figi                                                                         | 1 – 2                                                                        | Nuova Zelanda                                                                | Amichevole                                                                   | -                                                                            |                                                                              |
| 20-10-1984                                                                   | -                                                                            | Figi                                                                         | 1 – 1                                                                        | Nuova Zelanda                                                                | Amichevole                                                                   | -                                                                            |                                                                              |
| 5-6-1985                                                                     | -                                                                            | Figi                                                                         | 0 – 3                                                                        | Nuova Zelanda                                                                | Amichevole                                                                   | -                                                                            |                                                                              |
| 5-10-1985                                                                    | Auckland                                                                     | Taipei cinese                                                                | 1 – 5                                                                        | Nuova Zelanda                                                                | Qual. Mondiali 1986                                                          | -                                                                            |                                                                              |
| 26-10-1985                                                                   | Auckland                                                                     | Nuova Zelanda                                                                | 3 – 1                                                                        | Israele                                                                      | Qual. Mondiali 1986                                                          | -                                                                            |                                                                              |
| Totale                                                                       |                                                                              | Presenze                                                                     | 5                                                                            |                                                                              | Reti                                                                         | 0                                                                            |                                                                              |

## Palmarès
- Campionato irlandese: 2

Dundalk: 1978-1979, 1981-1982
- Coppa d'Irlanda: 2

Dundalk: 1978-1979, 1980-1981
- Coppa di Lega irlandese: 1

Dundalk: 1980-1981
- Campionato neozelandese: 1

Gisborne City: 1984
- Chatham Cup: 1

Gisborne City: 1987